# Långsjön (Södra Vi socken, Småland)
Långsjön är en sjö i Vimmerby kommun i Småland och ingår i Motala ströms huvudavrinningsområde. Sjön har en area på 0,0842 kvadratkilometer och ligger 126,6 meter över havet.

## Delavrinningsområde
Långsjön ingår i det delavrinningsområde (640484-149636) som SMHI kallar för Inloppet i Krön. Medelhöjden är 146 meter över havet och ytan är 16,12 kvadratkilometer. Räknas de 29 avrinningsområdena uppströms in blir den ackumulerade arean 658,04 kvadratkilometer. Stångån som avvattnar avrinningsområdet har biflödesordning 2, vilket innebär att vattnet flödar genom totalt 2 vattendrag innan det når havet efter 185 kilometer. Avrinningsområdet består mestadels av skog (65 procent), öppen mark (11 procent) och jordbruk (21 procent). Avrinningsområdet har 0,08 kvadratkilometer vattenytor vilket ger det en sjöprocent på 0,5 procent.